# Тихомирова, Ольга Вячеславовна
Ольга Вячеславовна Тихомирова (род. 9 апреля 1937, Москва) — советская и российская художница, Заслуженный художник РСФСР и России, действительный член Международной академии «Творчество».

## Биография
Ольга Вячеславовна родилась 09 апреля 1937 года в Москве в творческой семье. Мать была певицей Киевского оперного театра. С детства Ольга была приучена к хорошей музыке, а впоследствии уже не мыслила свою жизнь без неё. Отец окончил Ленинградский Лесной институт.
В годы учёбы в школе Ольга занималась рисованием у друга семьи Бориса Ланге и у Константина Юона. Занималась в музыкальной школе, училась живописи в Колледже прикладного искусства МГХПА им. Строганова. Кроме того, Ольга обучалась в нескольких художественных студиях, но специального художественного образования не получила.
В 1952 году знакомится с будущим супругом — Тихомировым Леонидом Петровичем (в браке с 1955 года). 15 декабря 1955 году у Тихомировых родился сын Борис, а 22 апреля 1962 года дочь Мария. В 1963 году Тихомирова О. В. была принята в Московский отдел союза советских художников (МОСХ).
В 1956 году Ольга впервые участвует в художественной выставке. С середины 1960-х годов Ольга и Леонид Тихомировы начинают совместно заниматься живописью. Вместе с супругом участвует в республиканских, всесоюзных и международных выставках. Наиболее значительные из них (персональные и совместные) проходят в 1979, 1980—1981, 1988, 1990, 1994, 1997, 1998, 2000 в Москве, Японии (Токио и Саппоро), Париже, Лондоне, Омане, Кипре, Южной Калифорнии, Берлине, Братиславе, Мальте.
Многие значимые работы Ольги Тихомировой были написаны совместно с супругом. Среди них «Во имя человечества» (1968—1971, культурный центр космонавтов на Хованской улице), «Портрет Анастасии Степановны» (1969—1972, в частной коллекции), «Портрет Михаила Ульянова» (1970), «Судьбы», «Портрет писателя В. А. Солоухина» (1967—1970), «Российские композиторы», триптих, посвящённый известной российской балерине Галине Улановой (1967—1974, в частной коллекции), «Портрет Арама Хачатуряна» (1977—1981), «Мир дому твоему» и другие.
В 1979 году получает звание Заслуженный художник РСФСР. Также имеет звание Заслуженного художника России.
25 апреля 1986 года родилась внучка Анастасия.
В настоящее время проживает в Москве.

## Творчество
В юности Ольга Вячеславовна увлекалась абстрактным искусством, однако вскоре уходит от него в реалистическую традицию русской живописи. Многие картины находятся в музеях России и за рубежом, а также у глав правительств десятка стран как дар правительства СССР и России. Их лично вручали Хрущёв, Молотов, Косыгин. Персональные и совместные с Леонидом выставки состоялись в Москве, Японии (Токио и Саппоро), Париже, Лондоне, Омане, Южной Калифорнии, Берлине, Братиславе, Мальте, Ноймюнстере, на Кипре, в Китае.
Так же, как и Леонид Тихомиров, Ольга Тихомирова не представляет своей жизни без живописи. В своих воспоминаниях она говорит о том, что, несмотря на годы нищеты в юности, всегда была увлечена искусством.
Ольга Тихомирова — художник, воплощающий лиричную традицию русского пейзажа и портрета. Её совместное творчество с Леонидом Тихомировым — яркий пример того, как два сильных мастера не просто «уживаются» в рамках одного художественного замысла, но создают по-настоящему тонкое и пронзительное искусство. Их повседневные и обыденные сюжеты на холсте обретают живое звучание и передают весь спектр человеческих эмоций.
Работы Тихомировой О. В. представлены в музеях:
- Государственная Третьяковская галерея
- Институт русского реалистического искусства («Александровский сад», 1954, «Окраина Москвы», 1959)
- Кемеровский областной музей изобразительных искусств («Утро», 1966—1967, «Портрет Галины Улановой», 1976)
- Мордовский республиканский музей изобразительных искусств имени С. Д. Эрьзи («Автопортрет», 2я половина 20го века)
- Удмуртский республиканский музей изобразительных искусств («Приют спокойствия», 1976)

Наиболее значительные полотна Тихомировой О. В. создавала вместе со своем супругом Леонидом Петровичем Тихомировы были коренными москвичами, влюбленными в свой родной город, и много работ писали о возрождающейся послевоенной Москве в 50-60 годах: «Зарядье», «Садовое кольцо», «Старая Москва», «Кремль», «Маяковка», «Поселок-Сокол».
Любовь к театру привела Тихомировых к созданию серии портретов известных русских деятелей: Хачатурян А. И., Ведерникова М. У., Токарева Ф. В., Улановой Г. С. Они писали только тех, кто был близок им по духу. Особо стоит отметить портреты Улановой Г. С., самой титулованной балерины за всю историю отечественного балета, и одной из величайших балерин XX века. Всего в мире существует 4 уникальных портрета Улановой Г. С. Данные портреты были написаны с натуры Тихомировыми. Более Уланова никогда ни для никого не позировала. В настоящее время 2 портрета Улановой находятся в частной коллекции в Лондоне (один из них был продан в 1988 году на Roy Miles Gallery за 100000₤), 1 портрет находится в частной коллекции в Москве, а последний портрет находится в мастерской Тихомировых в Москве (писалась 9 лет) написана Тихомировыми при участии мамы С. П. Королёва, жены Ю. А. Гагарина и жены В. М. Комарова. 27 июня 1978 года Центральный комитет ВЛКСМ выдвинул на соискание Государственной премии РСФСР картину «Во имя человечества», а также ещё несколько работ Тихомировых («Анастасия Степанова» 1968—1971, триптих «Галина Сергеевна Уланова» 1969—1972, «Солдаты сорок второго…» 1967—1972, «Судьбы» 1974—1975).

Писатель Владимир Солоухин так писал о работах Леонида и Ольги Тихомировых: «Совместные картины „Анастасия Степановна“ , „Судьбы“, свидетельства трагической судьбы Российского народа, но и его вечности. Портрет Г. С. Улановой , А. Ф. Ведерникова — явление в портретной живописи». 
Патриарх Московский и Всея Руси Алексий II благословил издание очередного каталога художников словами: «Содержание альбома соответствует его названию (Тихомировы: назначение художника — славить создателя) и отличается благоговейным отношением семьи художников к вечным и непреходящим по значимости темам, связанным с величием Творца, красотой окружающего нас мира и личностью человека».
В апреле 2019 года прошла персональная выставка картин Леонида Петровича и Ольги Вячеславовны Тихомировых, посвященная юбилейной «5-й годовщине исторического воссоединения Республики Крым с Россией». На выставке выступили Тихомирова О. В. и первые лица государства. На открытии выставки выступил руководитель фракции ЛДПР В государственной думе РФ В. В. Жириновский, первый заместитель председателя Комитета Государственной думы по экономической политике, промышленности, инновационному развитию и предпринимательству Б. Р. Пайкин, первый заместитель председателя Комитета Государственной думы по культуре В. В. Бортко.
С 10 декабря по 16 декабря 2019 в художественном музее Циндао (город Цзяочжоу, Китай) прошла выставка современной русской живописи, организованная правительством Китая, на которой были представлены работы Леонида и Ольги Тихомировых, в том числе картина «Леночка».

## Семья
Супруг — Тихомиров Леонид Петрович (род. 16 июля 1926, Москва) — заслуженный художник России, действительный член Международной академии «Творчество». Она занималась в музыкальной школе, училась живописи в Строгановке — в Колледже прикладного искусства МГХПА им. Строганова — у К. Ф. Юона и Б. Н. Ланге. С 1956 года участница всесоюзных, международных, московских, художественных выставок в Москве. Персональные выставки в Токио, Париже, Лондоне, Омане, Ноймюнстере, Братиславе, Берлине, на Кипре и т. д. Член Союза художников (МОСХа) с 1963 года. Произведения художника находятся во многих музеях России и зарубежных коллекциях.
Дочь Ольги Вячеславовны и Леонида Петровича — Тихомирова Мария Леонидовна (род. 22 апреля 1962 года), советская и российская художница-живописец, мастер портрета. Академик Российской Академии художеств (2012). Член Московского Союза художников (МОСХ) с 1985 года. С 1986 года Член Союза художников России. Член Международной Конфедерации Союзов художников. В 1984 году окончила Московский государственный академический художественный институт имени В. И. Сурикова факультет живописи..
Сын — Борис Леонидович Тихомиров (нем.) (род. 15 декабря 1955 года) — дипломат и эколог, проживает в Германии.
Внучка — Тихомирова Анастасия Руслановна (род. 25 апреля 1986 года) — художница. В 2008 году окончила институт Индустрии Моды по специальности имиджмейкер. В 2004 года вступила в Московскую организацию Союз Художников России. Участник выставок в Братиславе, Берлине, Ноймюнстере, на Кипре, а также многих Международных, Всероссийских и Московских выставок.